# فيتالي زلاتان
فيتالي زلاتان (بالرومانية: Vitalie Zlatan)‏ هو لاعب كرة قدم مولدوفي في مركز الهجوم، ولد في 8 أبريل 1993 في كيشيناو في مولدوفا. لعب مع FC Iskra-Stal ‏.

## وصلات خارجية
- فيتالي زلاتان على موقع قاعدة بيانات كرة القدم.إي يو (الإنجليزية)
- فيتالي زلاتان على موقع Soccerway.com (الإنجليزية)